# The Giver (álbum de David Knopfler)
The Giver es el sexto álbum de David Knopfler

## Canciones
1. Mercy With The Wine
2. Hey Jesus
3. Domino
4. Every Line
5. How Many Times?
6. Love Knows
7. Lover's Fever
8. Carry
9. The Giver Of Gifts
10. Southside Tenements
11. A Father And A Son
12. Always

## Músicos
- David Arnold :Coros
- Harry Bogdanovs :Guitarra, Piano (Pista 12),Órgano,Eléctrico Piano (Pista 5)
- BJ Cole :Pedal steel guitar
- Alan Dunn :Acordeón
- Kuma Harada : Bajo
- Mick Jackson :Coros
- David Knopfler :Voz, Guitarra, Armónica y Piano
- Julya Lo'Ko :Guitarra
- Bub Roberts :Percusiones,Coros
- Ray Singer :Coros
- Forrest Thomas :Saxofón
- Chris White :---
- Albelk Bruzual: Voz

## Productor
- David Knopfler

- Datos: Q3987276